# Fijihavik
De fijihavik (Tachyspiza rufitorques) is een roofvogel uit de familie van de havikachtigen (Accipitridae).
Het is een endemische vogelsoort uit Fiji, wat wil zeggen dat hij in het wild alleen daar voorkomt. Hij leeft er in het regenwoud, tussen kokosnootplantages en in tuinen en parken.

## Kenmerken
De fijihavik kan ongeveer 30 tot 40 cm groot worden; vrouwtjes worden doorgaans iets groter dan mannetjes. De vogel heeft lange poten en een lange staart. De kop en de bovenkant van het lichaam zijn grijs van kleur, en de onderkant bleekroze. Juvenielen zijn echter bruin van kleur en zullen pas op latere leeftijd de volwassen kleuren verkrijgen.

## Leefwijze
De fijihavik voedt zich met andere vogels (zoals duiven), insecten, geïntroduceerde knaagdieren en kleine reptielen. Hij zou zich, volgens sommige waarnemingen, echter ook voeden met garnalen uit de familie Palaemonidae, en met lokale zoetwatervissen. Ze kunnen ook hinder veroorzaken bij de lokale boeren in Fiji, aangezien ze soms op kippen jagen.

## Verspreiding
Men heeft lange tijd gedacht dat de fijihavik en de Australische havik (Accipiter fasciatus) dezelfde soort waren. Deze laatste leeft in Australië en Nieuw-Caledonië. Hoewel de Fiji-havik vandaag endemisch is in Fiji, moet zijn verspreidingsgebied vroeger verder hebben gelegen. Men heeft namelijk fossielen van deze vogels gevonden op eilanden in Tonga.

## Voortplanting
Het broedseizoen van de fijihavik valt tussen juli en december. De meeste eieren worden tussen tussen september en oktober gelegd. Het nest van de vogels bestaat uit een platform dat opgebouwd is met takken, en gelegen is in een boom met zeer dicht bladerdak. In het nest worden jaarlijks twee tot drie eieren gelegd.

## Status
De grootte van de populatie wordt geschat op 1000-10.000 individuen. Op de Rode lijst van de IUCN heeft deze soort de status niet bedreigd.